# Chessy (Sena i Marne)
Chessy és un municipi francès, situat al departament del Sena i Marne i a la regió d'Illa de França. L'any 2007 tenia 3.438 habitants.
Forma part del cantó de Serris, del districte de Torcy i de la Comunitat d'aglomeració Val d'Europe Agglomération.

## Demografia

### Població
El 2007 la població de fet de Chessy era de 3.438 persones. Hi havia 1.307 famílies, de les quals 362 eren unipersonals (183 homes vivint sols i 179 dones vivint soles), 303 parelles sense fills, 528 parelles amb fills i 114 famílies monoparentals amb fills.
La població ha evolucionat segons el següent gràfic:
Habitants censats

### Habitatges
El 2007 hi havia 1.518 habitatges, 1.346 eren l'habitatge principal de la família, 42 eren segones residències i 130 estaven desocupats. 619 eren cases i 835 eren apartaments. Dels 1.346 habitatges principals, 689 estaven ocupats pels seus propietaris, 634 estaven llogats i ocupats pels llogaters i 22 estaven cedits a títol gratuït; 123 tenien una cambra, 224 en tenien dues, 335 en tenien tres, 251 en tenien quatre i 412 en tenien cinc o més. 1.135 habitatges disposaven pel capbaix d'una plaça de pàrquing. A 671 habitatges hi havia un automòbil i a 455 n'hi havia dos o més.

### Piràmide de població
La piràmide de població per edats i sexe el 2009 era:
| Homes | Edats   | Dones |
| ----- | ------- | ----- |
| 0     | 95 o +  | 4     |
| 0     | 90 a 94 | 0     |
| 4     | 85 a 89 | 8     |
| 4     | 80 a 84 | 12    |
| 16    | 75 a 79 | 24    |
| 16    | 70 a 74 | 20    |
| 32    | 65 a 69 | 28    |
| 16    | 60 a 64 | 24    |
| 36    | 55 a 59 | 20    |
| 60    | 50 a 54 | 64    |
| 64    | 45 a 49 | 60    |
| 68    | 40 a 44 | 68    |
| 56    | 35 a 39 | 60    |
| 64    | 30 a 34 | 88    |
| 48    | 25 a 29 | 56    |
| 80    | 20 a 24 | 44    |
| 100   | 15 a 19 | 76    |
| 68    | 10 a 14 | 72    |
| 80    | 5 a 9   | 44    |
| 44    | 0 a 4   | 28    |

## Economia
El 2007 la població en edat de treballar era de 2.415 persones, 2.040 eren actives i 375 eren inactives. De les 2.040 persones actives 1.895 estaven ocupades (985 homes i 910 dones) i 144 estaven aturades (73 homes i 71 dones). De les 375 persones inactives 87 estaven jubilades, 193 estaven estudiant i 95 estaven classificades com a «altres inactius».

### Ingressos
El 2009 a Chessy hi havia 1.570 unitats fiscals que integraven 4.073 persones, la mediana anual d'ingressos fiscals per persona era de 22.920 €.

### Activitats econòmiques
Dels 226 establiments que hi havia el 2007, 2 eren d'empreses extractives, 1 d'una empresa alimentària, 3 d'empreses de fabricació d'altres productes industrials, 23 d'empreses de construcció, 27 d'empreses de comerç i reparació d'automòbils, 12 d'empreses de transport, 20 d'empreses d'hostatgeria i restauració, 19 d'empreses d'informació i comunicació, 18 d'empreses financeres, 12 d'empreses immobiliàries, 47 d'empreses de serveis, 23 d'entitats de l'administració pública i 19 d'empreses classificades com a «altres activitats de serveis».
Dels 47 establiments de servei als particulars que hi havia el 2009, 1 era una comissaria de policia, 1 oficina del servei públic d'ocupació, 1 oficina de correu, 7 oficines bancàries, 2 tallers de reparació d'automòbils i de material agrícola, 2 establiments de lloguer de cotxes, 1 guixaire pintor, 2 fusteries, 4 lampisteries, 5 electricistes, 1 empresa de construcció, 4 perruqueries, 1 agència de treball temporal, 11 restaurants i 4 agències immobiliàries.
Dels 9 establiments comercials que hi havia el 2009, 1 era una botiga de menys de 120 m², 1 una fleca, 1 una botiga de congelats, 4 llibreries, 1 una botiga de material de revestiment de parets i terra i 1 un drogueria.

## Equipaments sanitaris i escolars
L'únic equipament sanitari que hi havia el 2009 era una farmàcia.
El 2009 hi havia 2 escoles maternals i 2 escoles elementals. Chessy disposava d'un col·legi d'educació secundària amb 483 alumnes.

## Poblacions més properes
El següent diagrama mostra les poblacions més properes.